# Eugene Goostman
Eugene Goostman es un bot conversacional. Desarrollado por primera vez por un grupo de tres programadores; el ruso Vladimir Veselov, el ucraniano Eugene Demchenko, y el ruso Sergey Ulasen en San Petersburgo en 2001. Goostman es retratado como un niño ucraniano de 13 años de edad, un rasgo que pretende inducir perdón en los usuarios por su gramática y el nivel de conocimiento.
El bot Goostman ha competido en varios concursos de prueba de Turing, desde su creación, y terminó segundo en el concurso Premio Loebner 2005 y 2008. En junio de 2012, en un evento que marca lo que hubiera sido el cumpleaños número cien de su homónimo, Alan Turing, Goostman ganó lo que se promueve como el concurso de la prueba de Turing más grande de la historia, con éxito contundente de 29 % de los jueces de que era humano. El 7 de junio de 2014, en un concurso con motivo del 60 aniversario de la muerte de Turing, el 33 % de los jueces del evento pensó que Goostman era humano; el organizador del evento Kevin Warwick consideró que «pasó» la prueba de Turing, en consecuencia, por la predicción de Turing que para el año 2000, las máquinas serían capaces de engañar a un 30 % de los jueces humanos después de cinco minutos de interrogatorio.
La validez y la pertinencia de «pasar» de Goostman fue cuestionada por los críticos, quienes señalaron la exageración de los «logros» de Warwick y de los organizadores del evento, el uso del bot de la personalidad y el humor en un intento de desviar a los usuarios de sus tendencias no humanas y falta de inteligencia real, junto con «pases» logrados por otros bots conversacionales en eventos similares en el pasado.

## Personalidad
Eugene Goostman es retratado como un niño de 13 años de edad, de Odessa, Ucrania, que tiene como mascota un conejillo de indias y un padre que es un ginecólogo. Veselov declaró que Goostman fue diseñado para ser un «personaje con una personalidad creíble». La elección de la edad fue intencional, en opinión de Veselov, como un niño de trece años de edad, «no es demasiado viejo para saber todo y no demasiado joven para saber nada». La corta edad de Goostman también induce a la gente que «dialoga» con él para perdonarle los errores gramaticales menores en sus respuestas. En 2014, el trabajo se hizo en la mejora del «controlador de diálogo» del bot, lo que permite a Goostman un arranque en el diálogo más parecido a los humanos.